# Jürgen Schäfer (Mediziner)
Jürgen Rolf Schäfer (* 1956 in Karlsruhe) ist ein deutscher Internist, Endokrinologe,  Kardiologe, Intensivmediziner und Autor. Er wurde als deutscher Dr. House weltweit bekannt.

## Beruflicher Werdegang
Schäfer studierte nach dem Besuch des Markgrafen-Gymnasiums in Durlach und dem Grundwehrdienst ab 1978 Medizin an der Universität Marburg und Frankfurt, bis er 1984 seine Approbation erhielt. Von 1986 bis 1989 hielt er sich zu Forschungszwecken an den Instituten National Heart, Lung and Blood Institute (NHLBI) und Molecular Disease Branch (MDB) des National Institutes of Health (NIH), in Bethesda (Maryland) auf. Ab 1989 war Schäfer wissenschaftlicher Mitarbeiter der Universität Marburg. 1996 wurde er für das Fach innere Medizin habilitiert. Seit 2004 ist er Akademischer Direktor der Philipps-Universität Marburg. Jürgen Schäfer wurde 2005 auf die bundesweit erste Professur für Präventive Kardiologie in Marburg berufen.

## Zentrum für unerkannte und seltene Erkrankungen
2008 begann Jürgen Schäfer, seinen Medizinstudenten nach dem Vorbild der US-Fernsehserie Dr. House schwierige medizinische Fälle zu erklären. Die Seminarreihe „Dr. House revisited-oder: Hätten wir den Patienten in Marburg auch geheilt?“ erfreute sich auch medial großen Interesses. Seither konnte er mit dieser Vorgehensweise mehrere ungewöhnliche Diagnosen stellen. In den Medien wurde er dadurch als deutscher Dr. House bekannt. 2010 wurde er mit dem Ars legendi-Preis für exzellente Hochschullehre für seine Leistungen ausgezeichnet. 2013 wurde Schäfer für seine Lehrmethode von der Techniker Krankenkasse und Bild am Sonntag zum Arzt des Jahres 2013 gewählt. Das „Dr. House - Seminar“ wurde wissenschaftlich ausgewertet und zeigte eine hohe Akzeptanz dieses innovativen Lehrformats zur Wissensvermittlung von seltenen Erkrankungen und Diagnosefindungsstrategien bei Studierenden der Medizin. Aufgrund der Vielzahl der Anfragen wurde 2013 das Zentrum für unerkannte Krankheiten (ZuK) am Universitätsklinikum Marburg gegründet (heute Zentrum für unerkannte und seltene Erkrankungen (ZusE)). Im Februar 2014 wurde er durch einen Artikel über seine Diagnose einer Kobaltvergiftung aufgrund eines fehlerhaften Hüftgelenks in der renommierten medizinischen Fachzeitschrift The Lancet über die Grenzen Deutschlands hinaus bekannt. Durch die Aufklärung zahlreicher komplexer Krankheitsfälle wurde das Marburger Zentrum bundesweit bekannt. Schäfer und sein Team waren Gegenstand zahlreicher Fernsehbeiträge und Artikel in renommierten Zeitschriften. Über die Arbeit des ZusE wurde ausführlich im Deutschen Ärzteblatt berichtet. Schäfer kritisiert seit Jahren die unbefriedigende Versorgungssituation von Menschen mit seltenen und unerkannten Erkrankungen. Er fordert die Schaffung von „Kümmerer-Strukturen“ sowie eine Änderung des Fallpauschalen-Systems insbesondere an Universitätskliniken. Andererseits sieht Schäfer die Seltenen Erkrankungen als „Innovationstreiber“ des Gesundheitssystems, von dem auch die häufigen Erkrankungen profitieren können und setzt sich für die intensivere Nutzung von IT-Systemen zur Diagnosefindung ein.
Schäfer ist außerdem seit 2018 Autor der Rubrik „Seltene Erkrankungen“ der medizinischen Fachzeitschrift Der Internist. und seit 2021 Mitherausgeber des Podcasts „Diagnose Selten“.

## Auszeichnungen
- 2018: Ernennung zum „Botschafter Mittelhessens“  für seine Tätigkeit am ZusE und sein Engagement für die Region Mittelhessen.[12]
- 2024: Bundesverdienstkreuz am Bande für „jahrzehntelanges beispielgebendes Wirken im medizinischen Bereich“[13]

## Schriften
- Veränderungen im Lipid und Apolipoprotein-A-I- [Apolipoprotein-A-], -A-II- [-A-] und -B-Muster bei oraler Kontrazeption mit niedrig dosiertem Dreistufenpräparat sowie progesteronderivathaltigen Präparaten, Marburg 1985, DNB 861231201 (Dissertation Universität Marburg 1985, 87 Seiten).
- mit Jürgen Schneider und Armin Steinmetz: Lipidtherapie. Praxis der kardiovaskulären Protektion. Schattauer, Stuttgart 1996, ISBN 978-3-7945-1706-0.
- Präventive Kardiologie. Prophylaxe der koronaren Herzkrankheit. Schattauer, Stuttgart 1998, ISBN 978-3-7945-1835-7.
- Die Housemedizin. Die Diagnosen von „Dr. House“. Wiley-VCH, Weinheim 2011, ISBN 978-3-527-50639-2.
- Der Krankheitsermittler. Wie wir Patienten mit mysteriösen Krankheiten helfen. Droemer, München 2015, ISBN 978-3-426-27644-0.